# Eglésia del Calvari

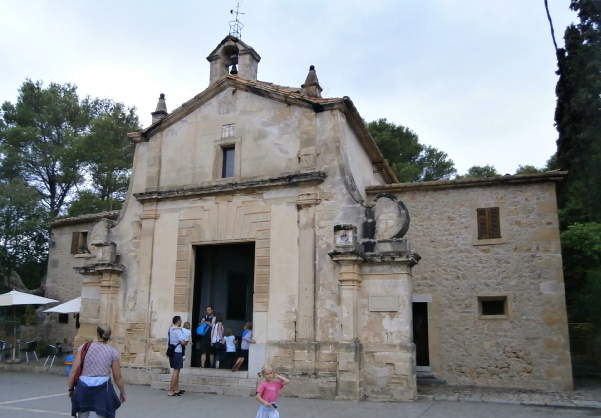
Eglésia del Calvari

Die Eglésia del Calvari ist eine Kapelle in der Gemeinde Pollença auf der spanischen Mittelmeerinsel Mallorca.

## Lage
Sie befindet sich auf dem Kalvarienberg nordwestlich des Ortszentrums von Pollença. Vom Ortskern führt die Freitreppe Carrer del Calvari bis zur Kapelle hinauf. Ein weiterer Weg führt entlang von 14 jeweils 2,90 Meter hohen Steinkreuzen, die Stationen eines alten Kreuzweges darstellen.

## Architektur und Geschichte
Das Areal war nach der christlichen Rückeroberung der Insel im Jahr 1229 von König Jaume I an den Tempelorden gegeben worden, gehörte dann jedoch ab 1314 dem Malteserorden. Im Jahr 1488 brachte der Notar Joan Porquer die aus Stein gehauene Skulpturengruppe Muttergottes unter dem Kreuz nach Pollença. Die einzige gotische Statue Mallorcas wurde auf dem Kalvarienberg aufgestellt. Eine erste Kapelle dürfte an dieser Stelle in der Zeit um 1650 entstanden sein und diente dem Schutz der Figuren, die zu diesem Zeitpunkt nur in einem Schuppen untergebracht waren. 1650 fand die erste Karfreitagsprozession von der Kapelle hinab statt, die auch heute regelmäßig stattfindet.
Das heutige barocke Gebäude wurde 1799 eingeweiht und lehnt sich an Kirchenbauten der Gegenreformation an. Die Fassade der Kapelle ist harmonisch gestaltet und weist klassizistische Einflüsse auf. Bedeckt ist der Bau von einem Satteldach. Das Eingangsportal befindet sich an der der Stadt zugewandten Südostseite. Oberhalb des Portals thront ein Glockengiebel.
Der Innenraum ist elliptisch und dreischiffig. Überspannt wird der Raum von einem Tonnengewölbe samt Gurtbögen. Das Gesims besteht aus Sandstein.
1952 wurde das Innere der Kapelle durch den Architekten Josep Feragut und den Unternehmer Marti Orell umgestaltet. Dabei wurde der ursprüngliche barocke Altar entfernt und durch eine Apsis im romanischen Stil ersetzt. Die Skulptur wurde unter Nutzung eines alten Mühlsteins auf einer Säule aufgestellt. Kerzenleuchter, die große Deckenlampe sowie die weiteren Lampen wurden vom Kunsthandwerker Tomeu Alzamora geschaffen.
Am steinernen Altar befindet sich auf der Vorderseite ein flaches, aus Olivenholz gefertigtes Relief. Es wurde vom Bildhauer Mestre Paco geschaffen und stellt 14 Stationen des Leidensweges Christi dar. Auf dem Altar befand sich in der Vergangenheit eine Prozessionsfigur des verschiedenen Christus. Altar und Figur stammen vom Künstler Arcas. Die Kosten übernahmen zwei Brüder aus dem Hause Can Pontico, der Geistliche Pere Josep und der Bürgermeister Felip Cerdà.